# Adesmia kingii
Adesmia kingii là một loài thực vật có hoa trong họ Đậu. Loài này được Phil. miêu tả khoa học đầu tiên.